# Amdavad ni Gufa

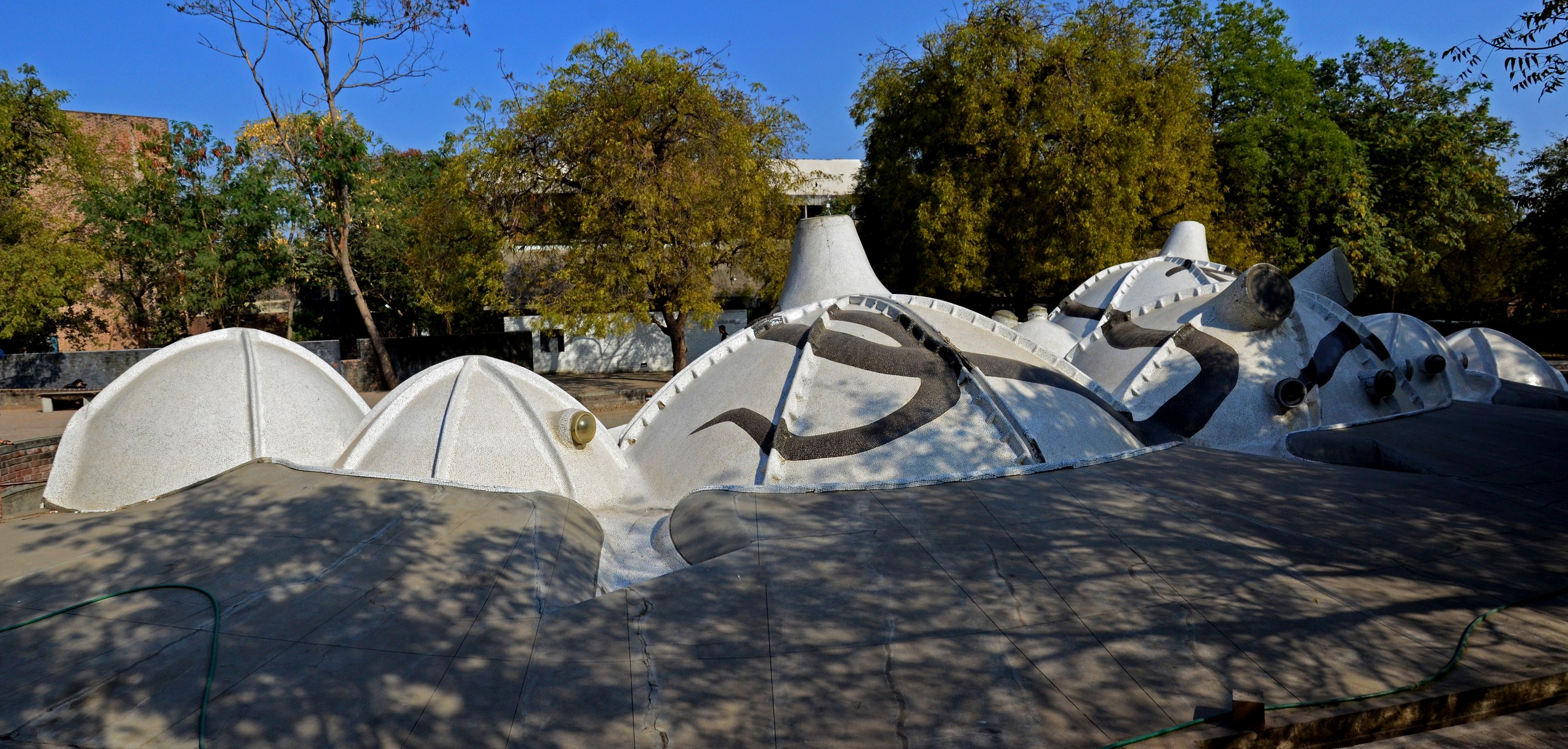
Amdavad ni Gufa

Amdavad ni Gufa ist eine unterirdische Kunstgalerie in Ahmedabad, Indien, die auch unter dem Namen Hussain-Doshi ni Gufa bekannt ist.
Die Galerie wurde von dem Architekten Balkrishna Vithaldas Doshi entworfen und 1992 bis 1995 errichtet, um Kunstwerke des Künstlers Maqbul Fida Husain auszustellen. Die Galerie vereint Architektur und Kunst auf einzigartige Weise. Die höhlenartigen Wände und baumartigen Stützen tragen ein Dach aus einer Vielzahl von miteinander verbundenen Kuppeln, die mit einem Fliesenmosaik geschmückt sind.

## Etymologie
Die Galerie heißt gufa (Gujarati für „Höhle“). Ursprünglich hieß sie Hussain-Doshi ni Gufa nach dem Architekten und dem Künstler. Später wurde der Name der Stadt Ahmedabad mit einbezogen, die umgangssprachlich Amdavad genannt wird.

## Fotos

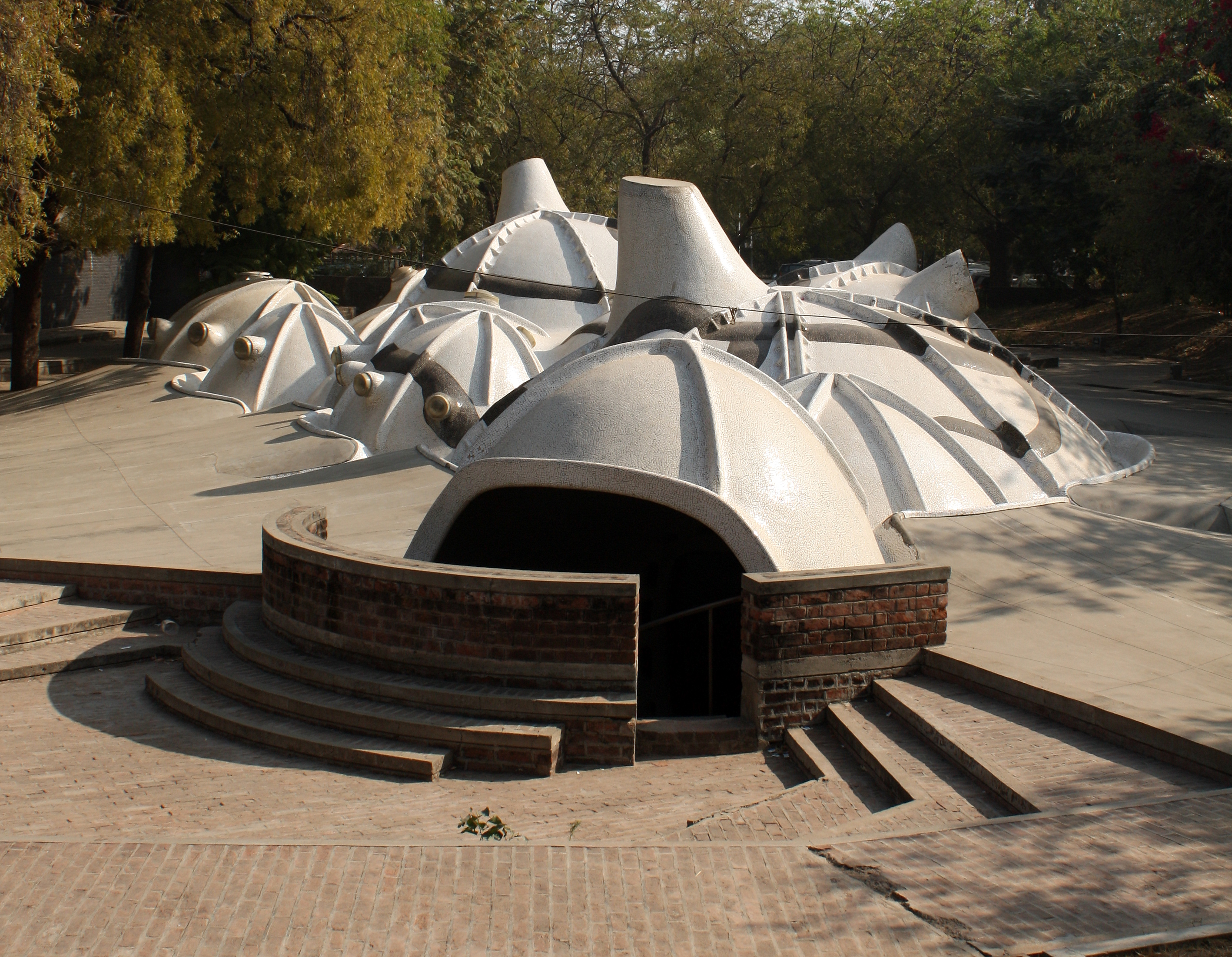
Amdavad ni Gufa
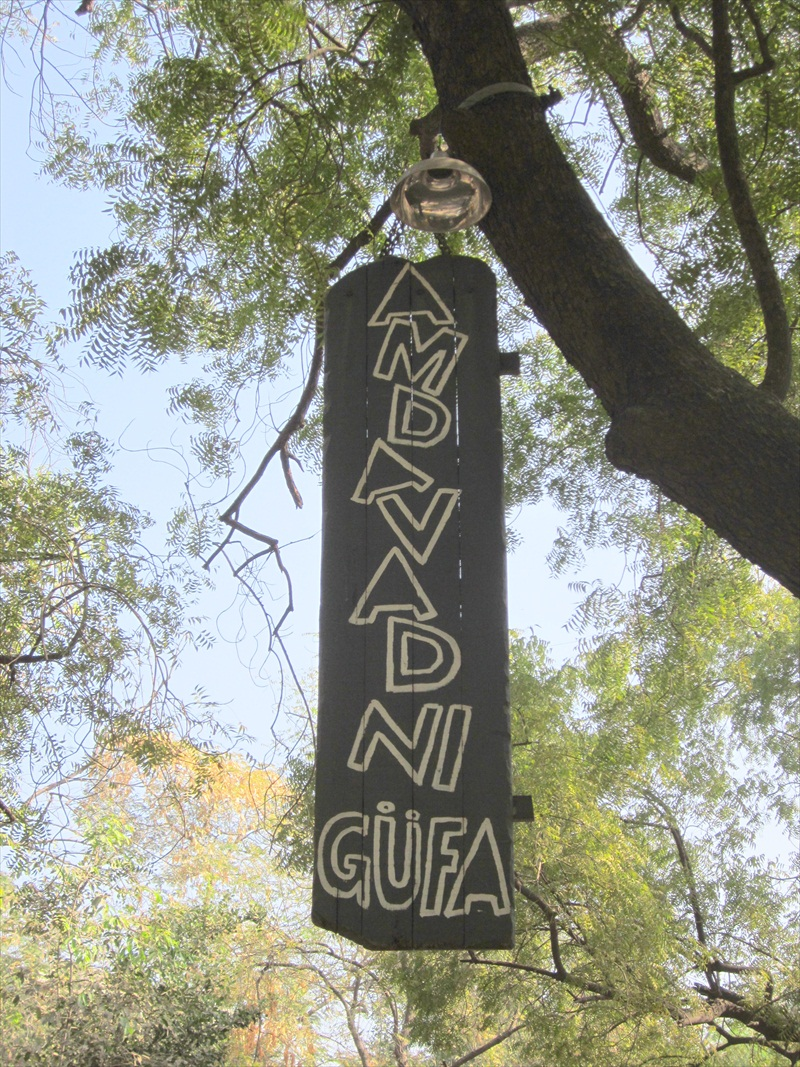
Schild von M.F. Hussain
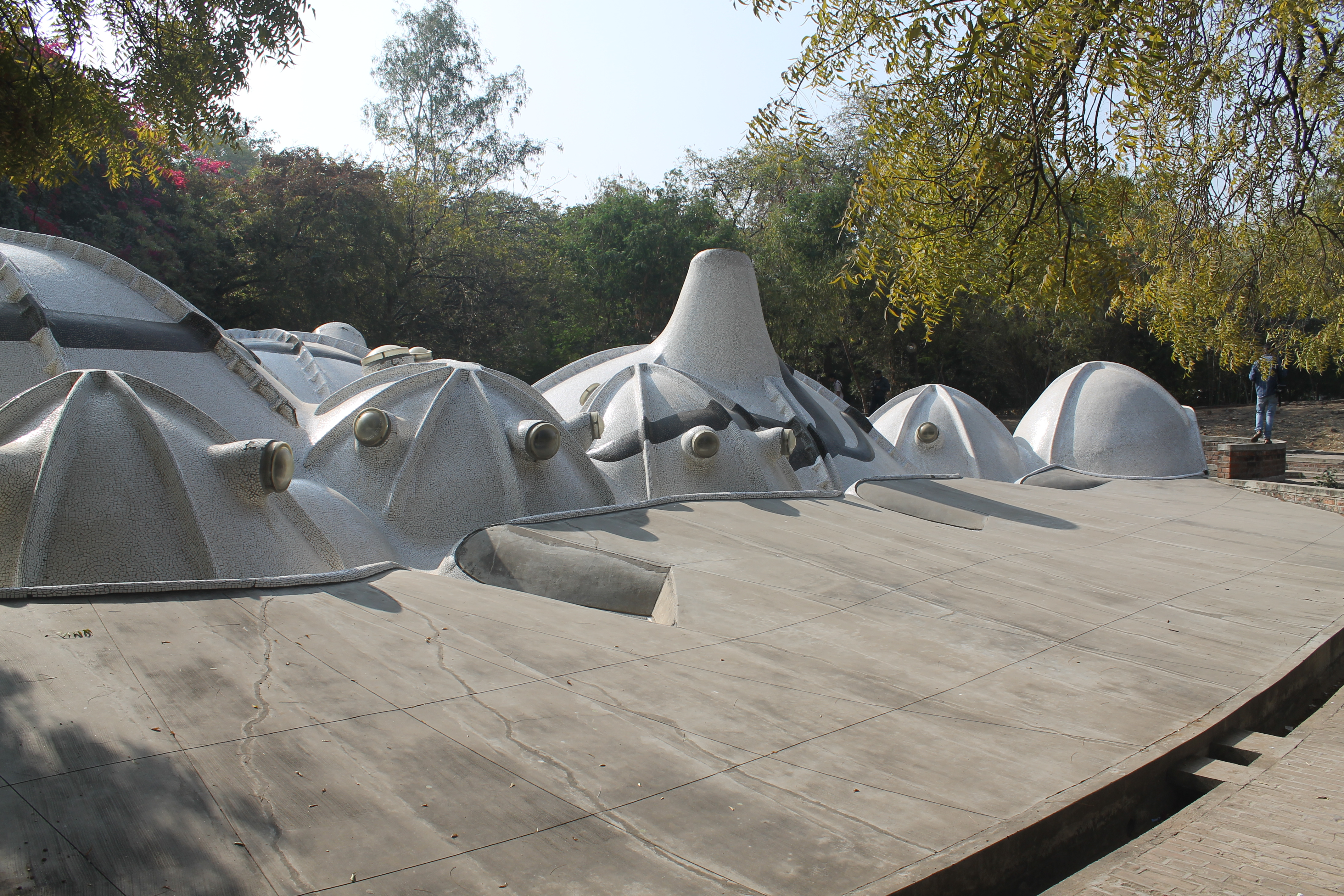
Außenansicht
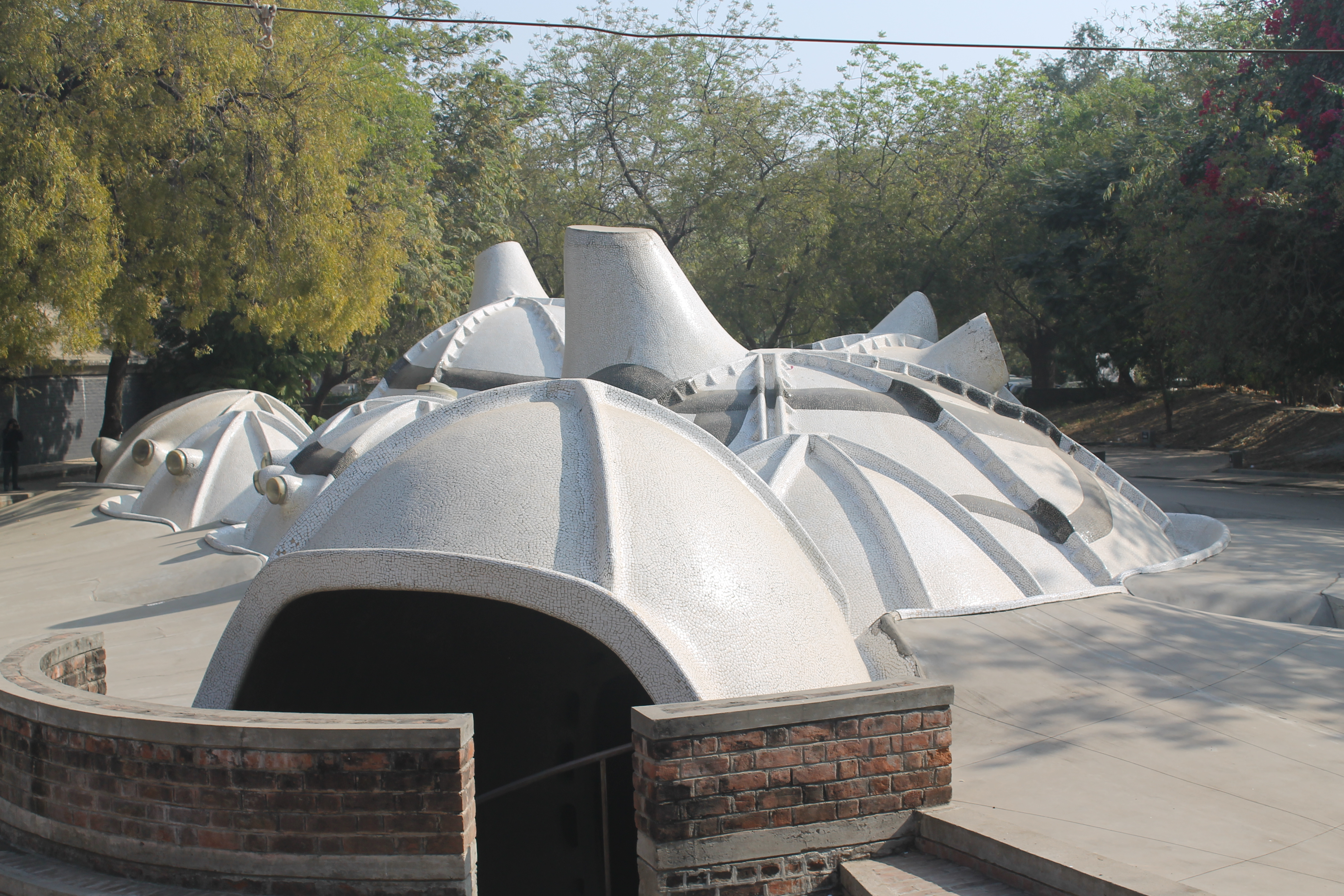
Versteckte Tür
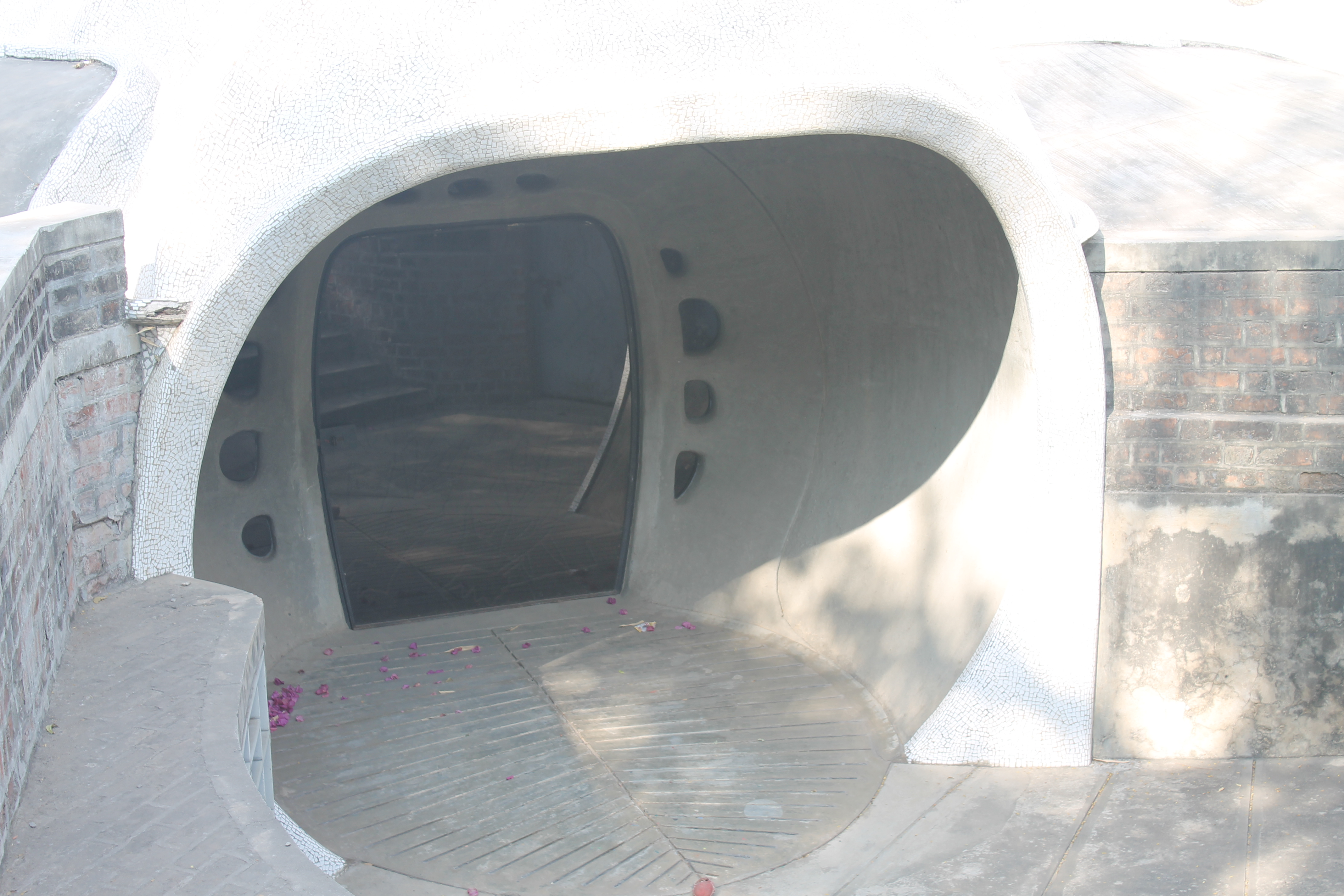
Eingang